# Erechthias diacrita
Erechthias diacrita är en fjärilsart som beskrevs av Turner 1923. Erechthias diacrita ingår i släktet Erechthias och familjen äkta malar. Inga underarter finns listade i Catalogue of Life.